# موراي لينتون
موراي لينتون (بالإنجليزية: Alister Murray Linton)‏ هو  وسياسي نيوزلندي، ولد في 12 مارس 1904، وتوفي في 15 أغسطس 1980. حزبياً، نشط في الحزب الوطني في نيوزيلندا.